# Mona Sahlin
Mona Ingeborg Sahlin, née Andersson, est une femme politique suédoise née le 9 mars 1957 à Sollefteå (comté de Västernorrland). Elle est présidente du Parti social-démocrate de 2007 à 2011. 
Mona Sahlin est députée de 1982 à 1996 et de 2002 à 2011.

## Biographie

### Jeunesse
Mona Sahlin est la fille de Hans Andersson (sv), ancien consultant politique de Ingvar Carlsson et président de la section du parti Social-démocrate de Nacka, et de Siv Andersson, née Rentorp, qui était directrice d'un centre culturel dans la banlieue de Stockholm. La famille s’installe à Järla (sv) au milieu des années 1960.
Dans sa jeunesse, Mona Sahlin s'intéresse au football et au chant choral. Au lycée, elle choisit la filière sciences sociales, à l'école mixte de Saltsjöbaden, puis de Södra Latin, à Stockholm, où elle devint étudiante en 1976.
Sahlin est mariée à Bo Sahlin (sv) depuis 1982, avec qui elle a deux enfants : Jenny, née en 1983 et Gustav, né en 1989. Ils ont aussi Johan, décédé dans sa première année. Mona Sahlin a également une fille prénommée Ann-Sofie et née en 1978, issue d'une précédente relation avec David Peña. 
Mona Sahlin a deux sœurs, Lena Ridemar et Eva Maria, et un frère, Janne « Japop » Andersson, chanteur et musicien suédois.

### Parcours politique

#### Premiers engagements
Au début des années 1970, à l'âge de 13 ans, Mona Sahlin milite au sein du groupe de soutien au Front national de libération du Sud Vietnam de Nacka et rejoint la ligue locale des jeunes sociaux-démocrates, avant d'en prendre la présidence entre 1974 et 1976. Elle prend la présidence de la ligue des jeunes sociaux démocrates de Nacka-Värmdö pour 1976-1977. Elle travaille par ailleurs comme plongeuse à la cantine du personnel du journal Svenska Dagbladet, en tant que guichetière à la fédération des aveugles, rédactrice à Brevskolan en 1978. Mona Sahlin devient présidente de la Fédération des jeunes sociaux-démocrates de la région de Stockholm entre 1980 et 1983. À partir de 1983, elle représente le gouvernement à la confédération suédoise du sport. Elle est membre du bureau chargé de la vie active à partir de 1985, ainsi que présidente du conseil de la jeunesse. Après son premier congé parental, elle travaille pour le syndicat SEKO. Elle a également pris des congés parentaux en 1983 et 1986.

#### Ascension rapide à la tête du SAP
Lorsque Mona Sahlin entre au Riksdag (Parlement suédois) en 1982, elle est, à 25 ans, la plus jeune des députés. Elle devient en 1990 ministre du Travail sous le gouvernement de Carlsson et rejoint le comité exécutif du Parti social-démocrate (SAP). Elle partage l'affiche du parti lors des élections générales de 1991 avec Carlsson et participe au débat télévisé final à la télévision publique.
À la suite de la défaite de son parti aux élections de 1991, Mona Sahlin devient la première femme secrétaire nationale du Parti social-démocrate de l'histoire de la formation, en 1992. Elle prend part aux accords conclus avec les conservateurs en vue du vote du paquet législatif anti-crise mis en place en 1992. Pendant son mandat de secrétaire générale, la charte visuelle du parti fait également l'objet de changements, avec un nouveau dessin de rose.

#### « Affaire Toblerone»

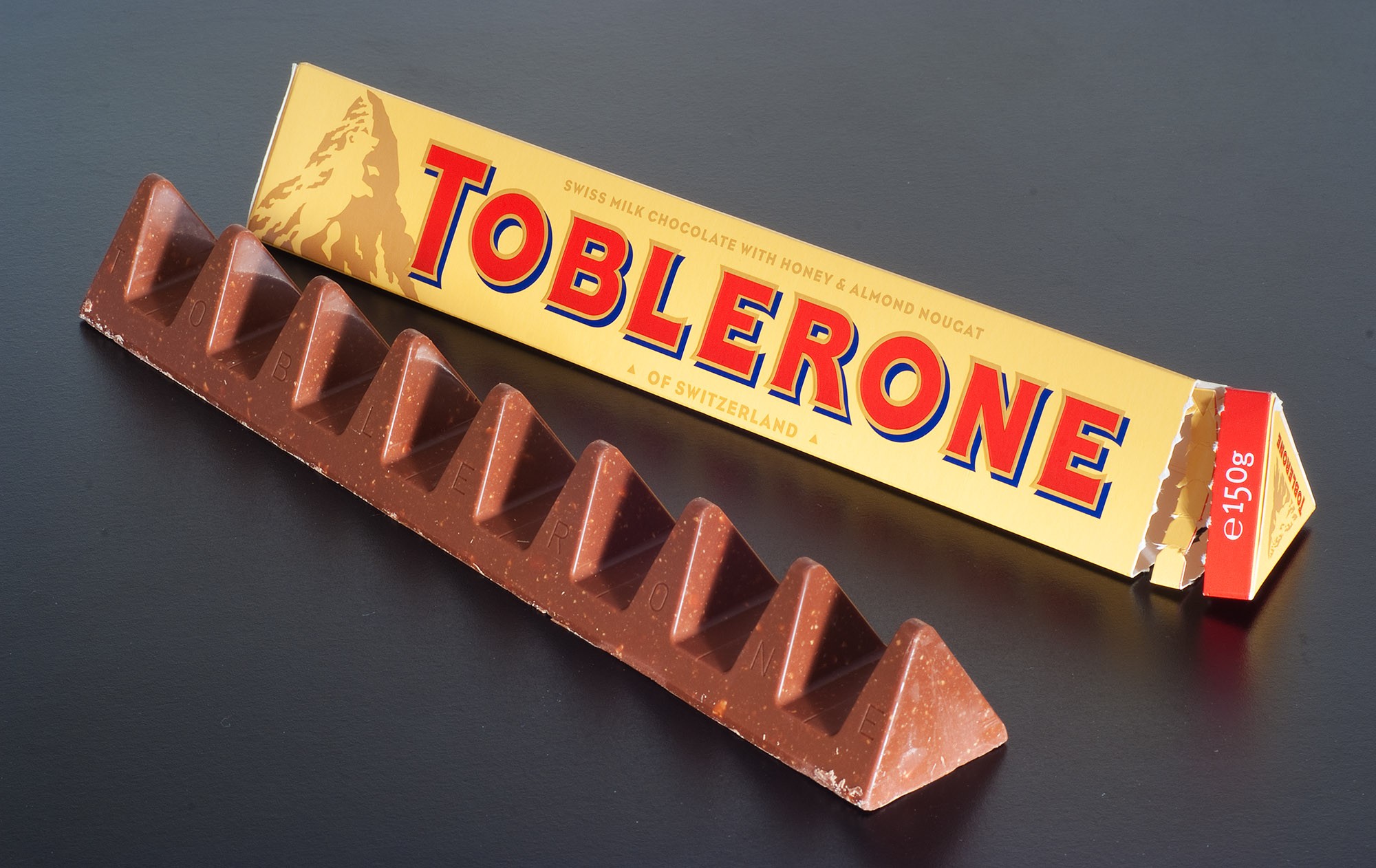
Une barre Toblerone et son emballage.

En 1994, le Parti social-démocrate est de retour au pouvoir, et Mona Sahlin devient vice-ministre d'État (équivalent de vice-Première ministre) auprès de Ingvar Carlsson. L'année suivante, lorsque ce dernier manifeste son intention de se retirer de la tête du parti, Mona Sahlin est la seule candidate au poste de présidente. Cependant, elle est contrainte de retirer sa candidature, en raison de « l'affaire Toblerone ».
Peu avant le vote pour la présidence du Parti social-démocrate, le journal du soir Expressen révèle que Mona Sahlin a utilisé en 1990 et 1991, alors qu'elle était ministre du Travail, sa carte bancaire professionnelle pour des achats privés, et ce à plusieurs reprises. Le journal révèle qu'elle a acheté des articles, loué une voiture pour un usage privé, et également retiré certaines sommes d'argent pour un total de 53 174 couronnes (environ 5 000 €). Parmi les articles achetés, on trouvait deux barres chocolatées Toblerone, ce qui donne le nom à l'affaire.
Mona Sahlin se défend en ne contestant pas l'usage privé de la carte bancaire, mais en invoquant des procédures floues au sein du ministère. Il y avait en effet certains documents internes qui bannissaient l'usage de la carte professionnelle pour les achats personnels, tandis que d'autres décrivaient comment le titulaire de la carte pouvait régler ses dépenses de nature privée (et se les faire prélever sur son salaire par la suite). Mona Sahlin s'estime dans son bon droit, considérant qu'« [elle a] pris une avance sur salaire, comme peuvent le faire la plupart des gens ». En parallèle, d'autres affaires sont diffusées, notamment l'embauche (régularisée par la suite) d'une nourrice au noir, le non-paiement de sa redevance télévisuelle et les huissiers ont été saisis d'amendes pour stationnement non payées.
Une enquête préliminaire est menée à la suite des révélations, suivie par le procureur Jan Danielsson. Elle se conclut début 1996 par un non-lieu : le délit ne peut pas être prouvé. Mona Sahlin a rendu petit à petit l'argent à l'État, ainsi qu'un surplus de 15 000 couronnes.
L'opinion publique est défavorable à Mona Sahlin dans cette affaire. En effet, un jour après que le journal Aftonbladet a confirmé que la carte dont disposait Mona Sahlin n'autorisait pas les dépenses à titre privé, un sondage révèle que 66 % des Suédois estiment qu'elle ne peut prétendre à devenir ministre d'État. Deux jours plus tard, Mona Sahlin donne une conférence de presse restée célèbre et suivie par plus d'un million de Suédois. Elle déclare alors qu'elle n'est pas une « magouilleuse » et qu'elle va se retirer pour « faire une coupure », ajoutant qu'elle n'est plus candidate « pour l'instant » pour prendre la tête du parti. Comme annoncé, Sahlin décide de prendre du repos à l'Île Maurice en compagnie de sa famille et de deux agents (publics) de sécurité et d'un assistant. Les billets d'avion et l'hôtel 5 étoiles de ses accompagnateurs sont payés par l'État, ce qui engendre à nouveau un débat sur le rapport de Mona Sahlin à l'argent public.
Lors d'une conférence de presse, le 10 novembre 1995, Mona Sahlin annonce sa démission du gouvernement ainsi que son retrait définitif de la campagne pour prendre la tête de son parti. La place est alors prise en mars 1996 par Göran Persson. Mona Sahlin reste membre du comité exécutif.

#### Brève traversée du désert
En retrait de la vie politique, Mona Sahlin publie un livre, Med mina ord (« Avec mes mots ») dans lequel elle revient longuement sur l'affaire Toblerone. Elle fonde ensuite une petite entreprise, qui fait faillite en 1998, et travaille en tant que reporter.
En 1997, elle est élue à la tête du Conseil européen contre le racisme et l'intolérance. En 1998, elle prend la tête de l'institut de formation des cadres du Parti social-démocrate Bommersvik.

#### Retour aux affaires
Après l'élection générale de 1998, remportée par les socialistes, Göran Persson devient ministre d’État et Mona Sahlin fait son retour en tant que ministre du Travail, au sein du ministère de la Vie économique, de l'Énergie et des Communications. Elle est chargée de la législation du travail, des petites entreprises et de la politique économique régionale. Elle a également dû gérer les suspicions sur le naufrage du ferry Estonia. En 2000, elle devient ministre de l'intégration, s'occupe également des questions de démocratie (2002), et de la politique de l'égalité (2003). En 2004, elle devient ministre de l'environnement et de l'aménagement du territoire. Elle est réélue au parlement en 2002 et 2006.

#### Retour à la tête du parti

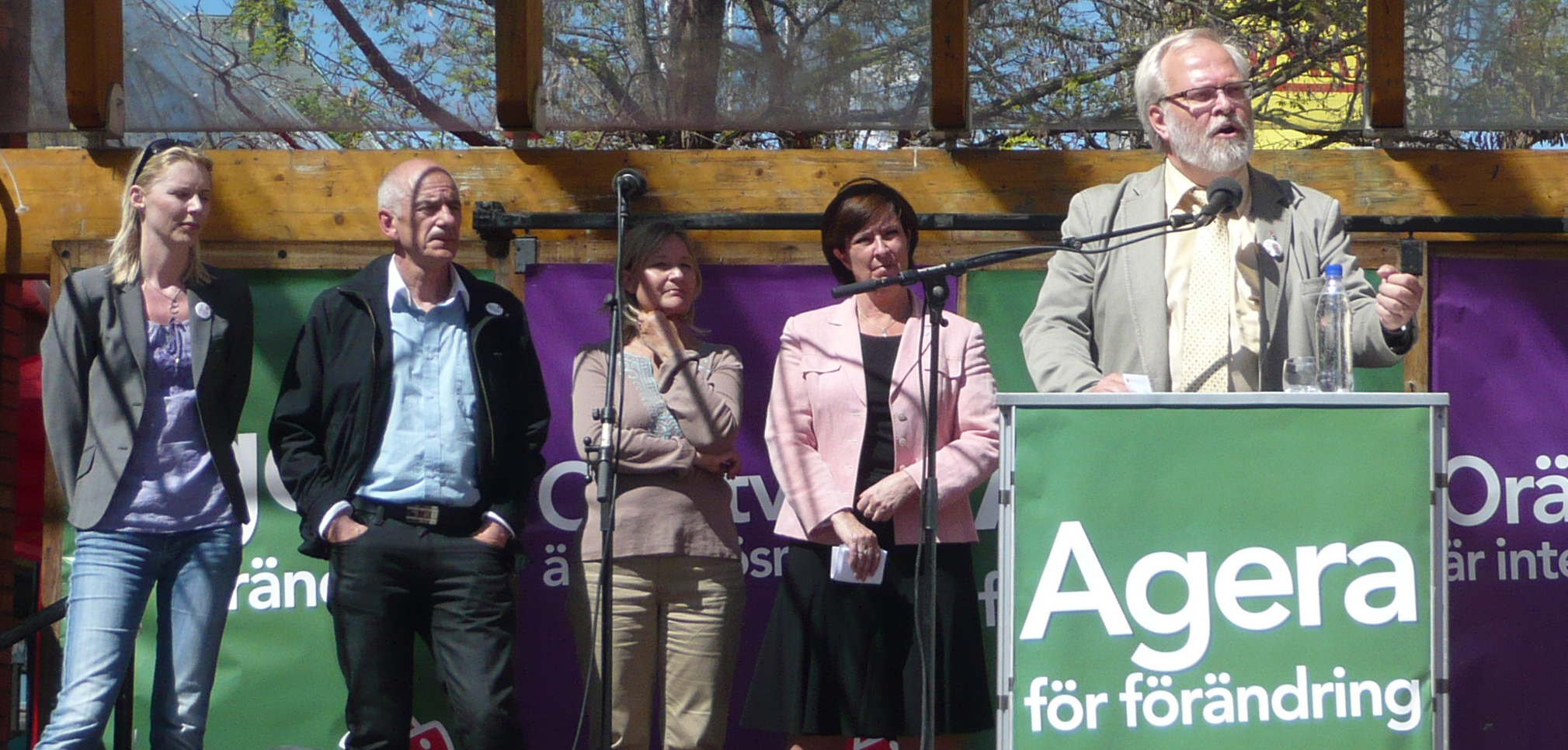
Åsa Westlund, Olle Ludvigsson, Marita Ulvskog, Mona Sahlin et Göran Färm, en meeting à Västerås le 25 mai 2009, peu avant les élections européennes.

Le 18 janvier 2007, après le départ de Göran Persson de la tête du Parti social-démocrate, de nombreux dirigeants estiment qu'il est temps d'avoir une femme à leur tête. Margot Wallström, Carin Jämtin et Ulrica Messing (sv), trois des dirigeants les plus en vue ont exprimé lors du processus de nomination leur intention de ne pas prendre ce poste. Il ne restait donc plus que Mona Sahlin.
La popularité de Mona Sahlin augmente progressivement pendant les deux mois du processus de nomination. Elle obtient le soutien entre autres des jeunes sociaux-démocrates, des sections femmes et étudiants du parti et des Chrétiens sociaux-démocrates. Nombre de sections importantes, dont celles de Stockholm, du Västerbotten, de Kalmar et d'Örebro apportent leur soutien à Mona Sahlin, bien que la section du parti de Göteborg nomme plusieurs candidats, sauf Mona Sahlin. Le soutien à la candidature de Mona Sahlin se fait également en dehors du parti, de la part des dirigeants syndicaux de LO Wanja Lundby-Wedin (en) et Stefan Löfven, et de IG Metall. Ce soutien lui permet de faire taire certaines critiques au sein du parti, qui lui reprochaient de défendre une ligne trop modérée.
Lors de l'approbation, à l'unanimité, de sa candidature par la commission des élections, Mona Sahlin exprime sa fierté de voir que le parti prend pour la première fois position en faveur d'une présidence féminine. Elle est finalement élue le 17 mars 2007 lors d'un congrès extraordinaire.
Elle bénéficie d'une grande popularité la première année de son mandat, et la coalition rouge-verte (opposition) à laquelle son parti adhère obtient largement les faveurs de l'opinion de fin 2006 jusqu'à l'hiver 2009, face à un gouvernement en délicatesse. Fin 2008, début 2009, la popularité de Mona Sahlin décroit, mais la coalition se maintient dans l'opinion.
Le Parti social-démocrate, dirigé par Sahlin, obtient 24,41 % des voix lors du scrutin européen du 7 juin 2009, un score à peine inférieur à celui de 2004 (24,56 %), mais qui reste le plus faible de l'histoire du parti depuis l'instauration du suffrage universel (en 1921). Elle déclare alors : « S'il n'y a pas un “plus” devant notre score, c'est un gros échec ».

## Publications
- (sv) Med mina ord, Stockholm, Rabén Prisma, 1996  (ISBN 91-518-3006-X).
- (sv) Möjligheternas land, Stockholm, Norstedts, 2010  (ISBN 91-1-303356-5).